# Risspelspindel
Risspelspindel (Semljicola latus) är en spindelart som beskrevs 1939 av Åke Holm. Arten ingår i släktet Semljicola och familjen täckvävarspindlar. Risspelspindel förekommer i Skandinavien, Ryssland och Mongoliet, och den lever i barrskog, lövskog, barrblandskog och buskmark. Inga underarter finns listade i Catalogue of Life.